# Salonta
Salonta (udtale: saˈlonta; ungarsk: Nagyszalonta, i daglig tale Szalonta, ungarsk udtale: nɒɟsɒlontɒ; tysk: Grosssalontha; tyrkisk: Salanta}) er en by i distriktet Bihor i den geografiske region Crișana i det nordvestlige Rumænien, nær den ungarske grænse. Den ligger på sletterne vest for Apusenibjergene i Karpaterne i en højde mellem 91 og 100 moh.
Byen har 15.792 (2021) indbyggere.

## Historie
Byen, der var en del af Kongeriget Ungarn, blev første gang dokumenteret i 1214 under navnet Zolonta og i 1332 blev navnet Zalanta brugt i et paveligt dokument. Fra 1587 blev den ungarske stavemåde Szalonta anvendt.
Indtil det 16. århundrede var det kun en lille landsby med ca. 300 indbyggere og lå på Toldi-familiens jord. En større by var fortet Culiser, som dog blev ødelagt af tyrkerne i 1598.
Culiser blev aldrig genopbygget, og Salonta begyndte at få en vigtigere rolle i regionen efter 1606, da prinsen af Transsylvanien, Stephan Bocskai, bosatte 300 soldater her og tilegnede sig jord til dem. De byggede deres egne gårde, men måtte holde deres våben klar til at afvise et angreb fra tyrkerne. Den 3. juni, den dag, hvor soldaterne flyttede ind, er i dag erklæret "byens dag". De osmanniske tyrkere erobrede dog byen i 1660, og som "Salanta" blev den sanjakcenter for Varat vilayet (Oradea) indtil 1692.
Den ungarske digter János Arany fra det 19. århundrede blev født og boede i Salonta det meste af sit liv. Lajos Zilahy, en anden kendt ungarsk forfatter, blev også født i Salonta den 27. marts 1891.
Salonta blev sammen med hele Transsylvanien en del af Rumænien med Trianon-traktaten i 1920. Fra 1940 til 1944 var det som følge af Anden Wiener Diktat en del af Ungarn; efter Anden Verdenskrig bekræftede Fredsaftalerne i Paris (1947) på ny Trianon-grænsen.

## Galleri
- Forsiden af rådhuset
- Rådhuset
- Ciunttårnet
- Róth-bygningen
- Kulturhus
- Slovakiaets konsulat
- Retsbygning
- Teodor Neș Nationalkollegium
- Museet for bondestanden
- Museet for bondestanden
- Park i centrum
- Reformeret katedral
- Ortodoks kirke
- Katolsk kirke
- Togmonument og jernbanestation
- Slavia Hotel
- Central Hotel i 1932
- Jernbanestation i 1921
- Gymnasiet i 1907
- Ciun-tårnet og byens centrum i 1917
- Reformeret katedral og byens centrum i 1917